# Ryan Cullen

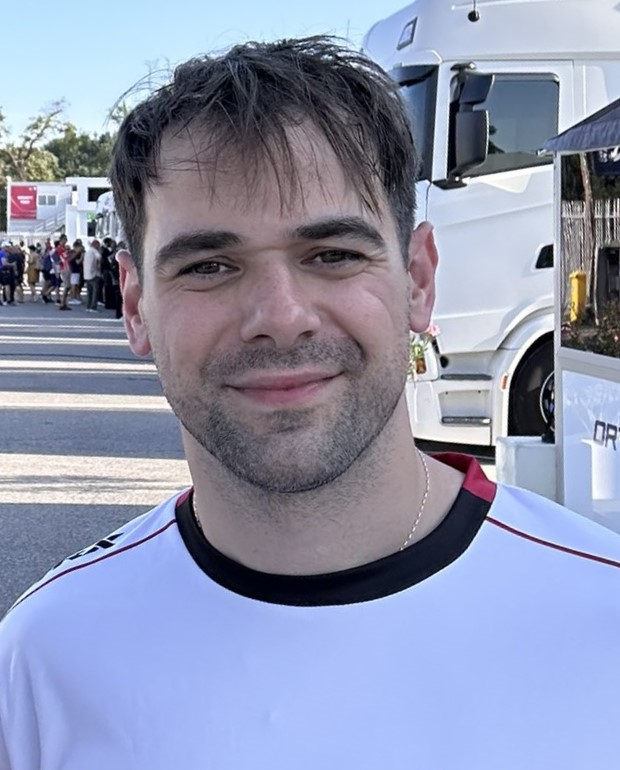
Ryan Cullen (2023)

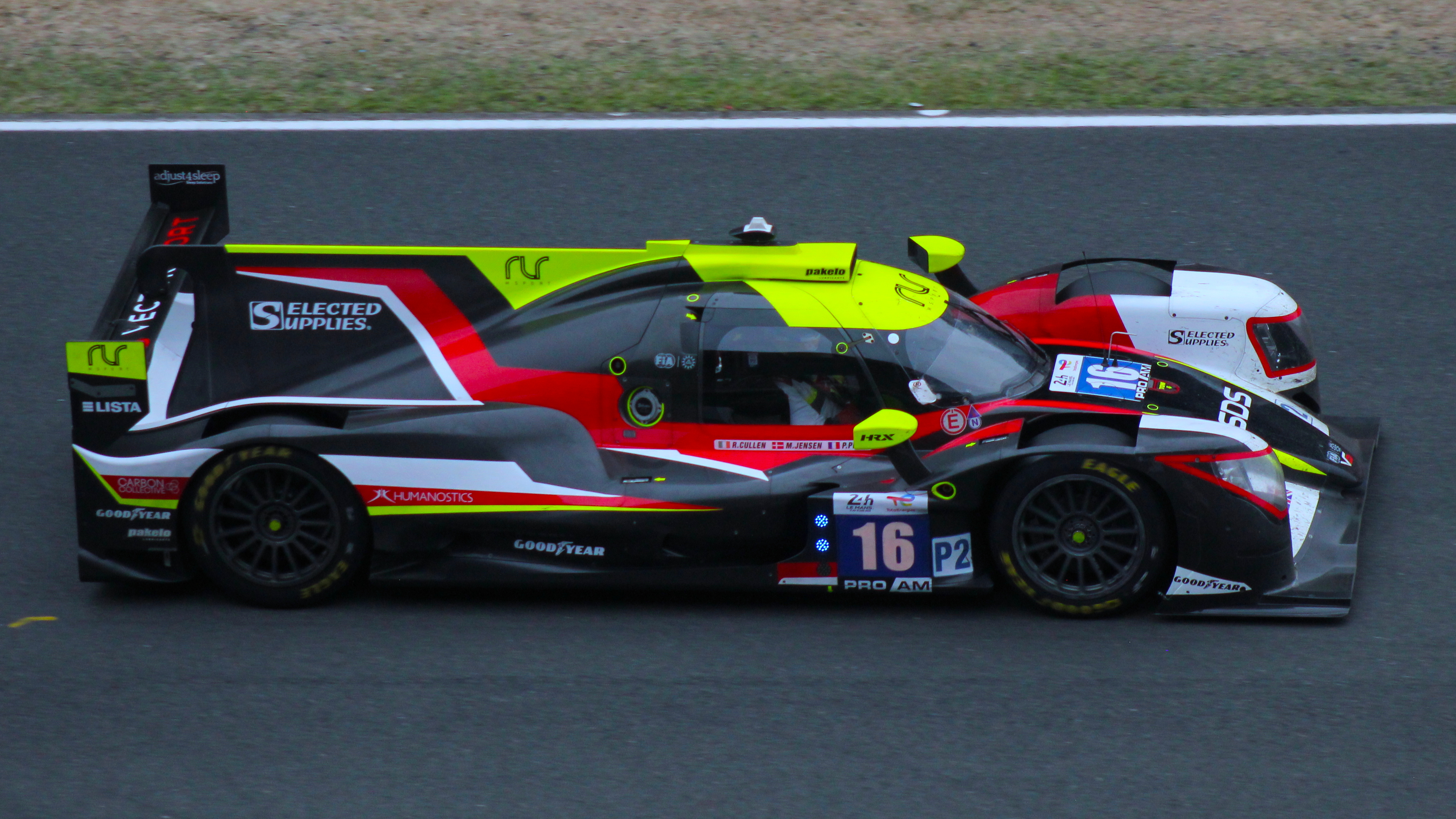
Im Oreca 07 beim 24-Stunden-Rennen von Le Mans 2025

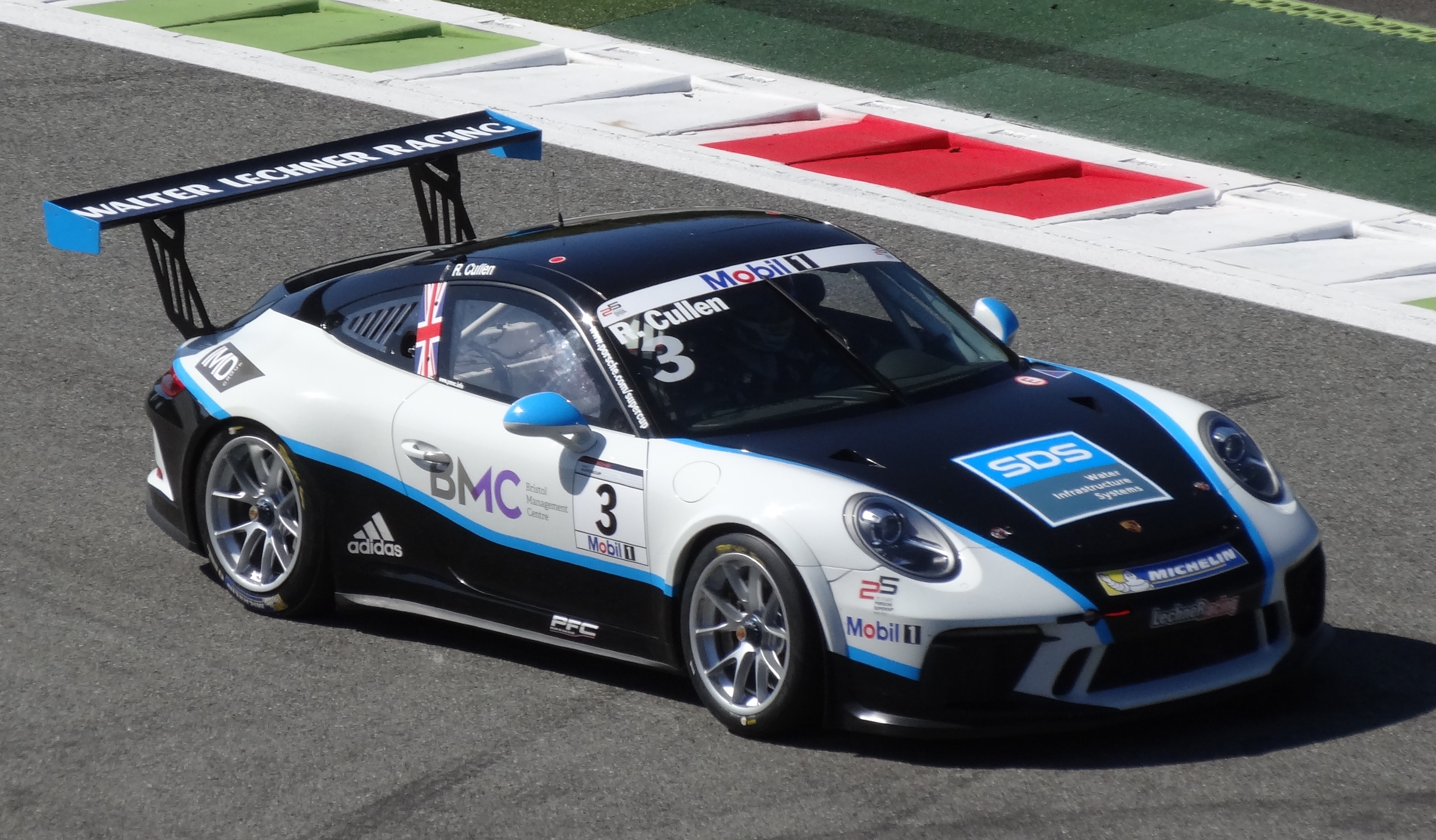
Ryan Cullen im Porsche Supercup 2017

Ryan Cullen (* 26. März 1991) ist ein irisch-zypriotischer Automobilrennfahrer. Er fährt aktuell in der European Le Mans Series für Vector Sport.

## Karriere
Wie die meisten Motorsportler begann Cullen seine Karriere im Kartsport. 2012 wechselte Cullen in den Formelsport und startete in der britischen Formel Ford. Mit zwei dritten Plätzen als beste Resultate beendete er die Saison auf dem sechsten Platz. 2013 trat Cullen am Anfang des Jahres zu zwei Veranstaltungen der Toyota Racing Series in Neuseeland an. Anschließend erhielt Cullen bei Marussia Manor Racing ein Cockpit für die Saison 2013 der GP3-Serie. Dort tritt er mit britischer Rennlizenz an. Er blieb im Gegensatz zu seinen Teamkollegen Tio Ellinas und Dino Zamparelli ohne Punkte und schloss die Saison auf dem 29. Gesamtrang ab. 2014 bestritt Cullen seine zweite GP3-Saison für Manor. Cullen blieb erneut ohne Punkte, im Gegensatz zu seinen Teamkollegen Dean Stoneman und Patrick Kujala. Zwei Rennwochenenden vor Saisonende stellte Manor den Rennbetrieb ein. Cullen schloss sich für das Saisonfinale Trident Racing an. Am Saisonende lag Cullen auf dem 25. Platz im Gesamtklassement. Zwei 13. Plätze waren seine besten Ergebnisse.

## Statistik

### Karrierestationen
- 2012: Britische Formel Ford (Platz 6)
- 2013: Toyota Racing Series (Platz 20)
- 2013: GP3-Serie (Platz 29)
- 2014: GP3-Serie (Platz 25)
- 2015: Porsche Supercup (Platz 18)

### Einzelergebnisse in der GP3-Serie
| Jahr | Team                  | 1   | 2   | 3   | 4   | 5   | 6   | 7   | 8   | 9   | 10  | 11  | 12  | 13  | 14  | 15  | 16  | 17  | 18  | Punkte | Rang |
| ---- | --------------------- | --- | --- | --- | --- | --- | --- | --- | --- | --- | --- | --- | --- | --- | --- | --- | --- | --- | --- | ------ | ---- |
| 2013 | Marussia Manor Racing | ESP | ESP | ESP | ESP | GBR | GBR | GER | GER | HUN | HUN | BEL | BEL | ITA | ITA | UAE | UAE |     |     | 0      | 29.  |
| 2013 | Marussia Manor Racing | 21  | DNF | 20  | 20  | 21  | 17  | 19  | 25  | 23  | DNF | 18  | 17  | 20  | DNF | 20  | 24  |     |     | 0      | 29.  |
| 2014 | Marussia Manor Racing | ESP | ESP | AUT | AUT | GBR | GBR | GER | GER | HUN | HUN | BEL | BEL | ITA | ITA | RUS | RUS | UAE | UAE | 0      | 25.  |
| 2014 | Marussia Manor Racing | 15  | 16  | 17  | 13  | 19  | DNF | 20  | 19  | 24  | 21  | 14  | 13  | DNF | 16  |     |     |     |     | 0      | 25.  |
| 2014 | Trident Racing        |     |     |     |     |     |     |     |     |     |     |     |     |     |     | 19  | DNF |     |     | 0      | 25.  |

### Le-Mans-Ergebnisse
| Jahr | Team                        | Fahrzeug       | Teamkollege   | Teamkollege        | Platzierung     | Ausfallgrund |
| ---- | --------------------------- | -------------- | ------------- | ------------------ | --------------- | ------------ |
| 2019 | United Autosports           | Ligier JS P217 | Alex Brundle  | Will Owen          | Rang 19         |              |
| 2020 | G-Drive Racing with Algarve | Aurus 01       | Oliver Jarvis | Nick Tandy         | Ausfall         | Elektrik     |
| 2021 | Risi Competizione           | Oreca 07       | Oliver Jarvis | Felipe Nasr        | nicht klassiert |              |
| 2022 | Vector Sport                | Oreca 07       | Nico Müller   | Sébastien Bourdais | Rang 27         |              |
| 2023 | Vector Sport                | Oreca 07       | Gabriel Aubry | Matthias Kaiser    | Rang 15         |              |
| 2024 | Vector Sport                | Oreca 07       | Patrick Pilet | Stéphane Richelmi  | Rang 19         |              |
| 2025 | RLR MSport                  | Oreca 07       | Patrick Pilet | Michael Jensen     | Rang 29         |              |

### Einzelergebnisse in der FIA-Langstrecken-Weltmeisterschaft
| Saison  | Team              | Rennwagen      | 1   | 2   | 3   | 4   | 5   | 6   | 7   | 8   |
| ------- | ----------------- | -------------- | --- | --- | --- | --- | --- | --- | --- | --- |
| 2018/19 | United Autosports | Ligier JS P217 | SPA | LEM | SIL | FUJ | SHA | SEB | SPA | LEM |
| 2018/19 | United Autosports | Ligier JS P217 |     |     |     |     | 19  |     |     |     |
| 2019/20 | G-Drive Racing    | Aurus 01       | SIL | FUJ | SHA | BAH | AUS | SPA | LEM | BAH |
| 2019/20 | G-Drive Racing    | Aurus 01       |     |     |     | DNF |     |     |     |     |
| 2021    | Risi Competizione | Oreca 07       | SPA | POR | MON | LEM | BAH | BAH |     |     |
| 2021    | Risi Competizione | Oreca 07       |     |     | 13  | DNF |     |     |     |     |
| 2022    | Vector Sport      | Oreca 07       | SEB | SPA | LEM | MON | FUJ | BAH |     |     |
| 2022    | Vector Sport      | Oreca 07       | 33  | 16  | 27  | 6   | 13  | 13  |     |     |
| 2023    | Vector Sport      | Oreca 07       | SEB | POR | SPA | LEM | MON | FUJ | BAH |     |
| 2023    | Vector Sport      | Oreca 07       | 25  | 34  | DNF | 15  | DNF | 17  | DNF |     |
| 2024    | Vector Sport      | Oreca 07       | KAT | IMO | SPA | LEM | SAO | AUS | FUJ | BAH |
| 2024    | Vector Sport      | Oreca 07       | 19  |     |     |     |     |     |     |     |
| 2025    | RLR MSport        | Oreca 07       | KAT | IMO | SPA | LEM | SAO | AUS | FUJ | BAH |
| 2025    | RLR MSport        | Oreca 07       | 29  |     |     |     |     |     |     |     |